# Marco Polo e a Rota da Seda
Marco Polo e a Rota da Seda (no original, em francês:  Marco Polo et la Route de la Soie) é uma monografia ilustrada sobre a Rota da Seda. O livro é o 53º volume da coleção enciclopédica «Découvertes Gallimard», escrito pelo sinólogo francês Jean-Pierre Drège [en], e publicado na França pela editora parisiense Gallimard em 16 de maio de 1989. Em Portugal, entrou em circulação em 1992 por intermédio da Civilização Editora, com a colaboração do Círculo de Leitores, publicado na coleção «Civilização/Círculo de Leitores». No Brasil, os direitos foram adquiridos pela Objetiva e publicado em 2002, como parte de sua coleção «Descobertas».

## Sinopse

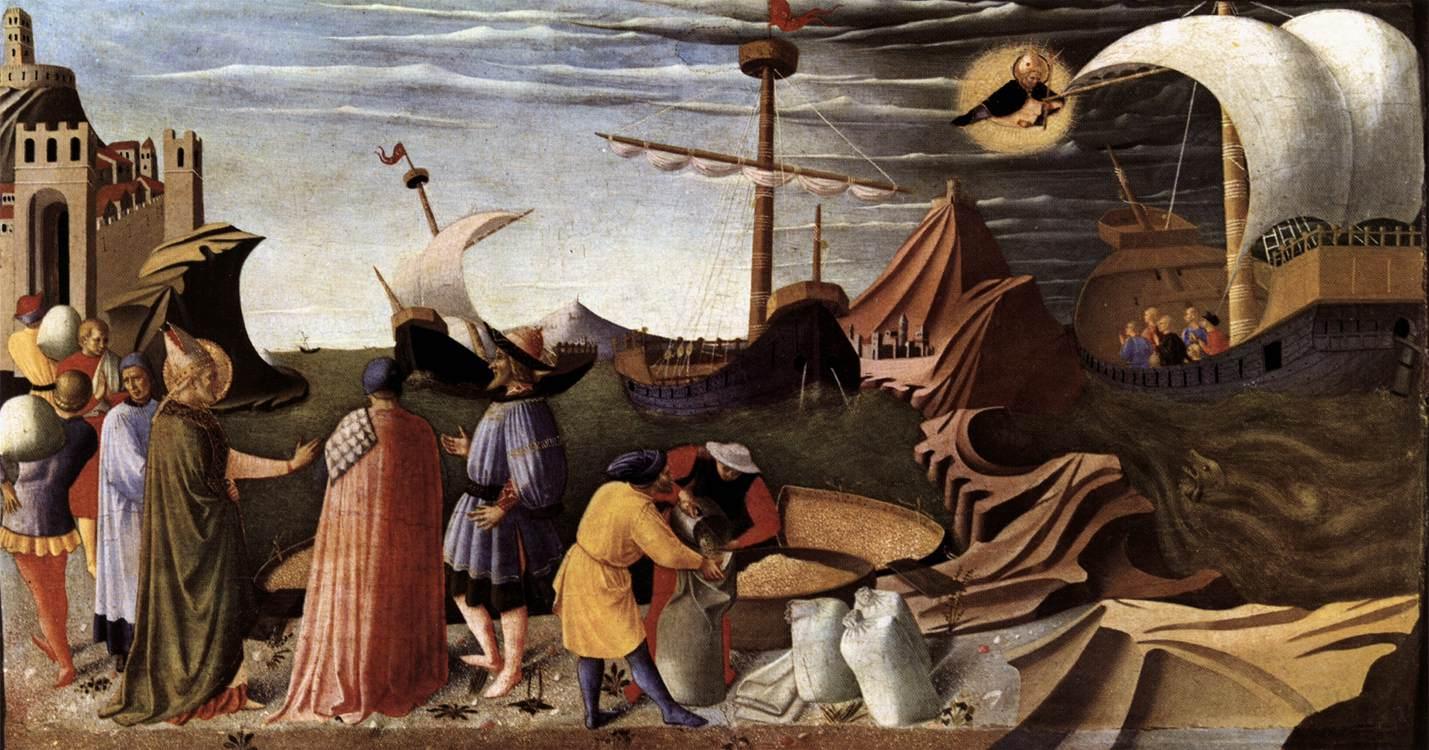
São Nicolau salva o navio, painel do en, reproduzido na contracapa.

A Rota da Seda que conecta a Europa ao Extremo Oriente sempre foi misteriosa. Entre a Europa e o Extremo Oriente encontram-se as estepes e as montanhas da Ásia Central. Marco Polo tornou viável o caminho para o Extremo Oriente, e o livro descreve cronologicamente como é esse caminho.
O capítulo I trata da história antiga, do século I a.C. ao século II d.C., uma época dos embaixadores. O capítulo II trata de aspectos religiosos, da Antiguidade Tardia até por volta do século IX. Fala dos peregrinos, da difusão do budismo [en], do zoroastrismo, do maniqueísmo e do cristianismo nestoriano ao longo da Rota da Seda. O capítulo III trata de economia e negócios entre o Ocidente e o Oriente durante a Idade Média. O capítulo IV trata da viagem de Marco Polo. O capítulo V trata das missões católicas ao Oriente depois da época de Marco Polo. O capítulo VI narra as navegações ao Oriente durante e depois da Era dos Descobrimentos.
O livro é copiosamente ilustrado, incluindo imagens pouco comuns como uma estátua chinesa de Marco Polo como Arhat.

## Críticas
Na revista científica Études chinoises, a historiadora Françoise Aubin [fr] opina que «a sobriedade na expressão e a precisão meticulosa nos nomes e datas de forma alguma diminuem o apelo de um assunto que o público geral é habitualmente visto servido com hipérboles e aproximações grosseiras. Clareza e precisão na apresentação, mapas, índices, tudo se combina para torná-lo, além disso, uma ferramenta de trabalho muito útil. Mentes inquietas só encontrarão falhas nas duas páginas da linha do tempo final, onde alguns erros de impressão e inconsistências de transcrição indicam provas mal lidas: não há melhor elogio para tal corpo de ciência do que uma recensão tão limitada!»
Uma crítica da Universidade de Tecnologia de Chaoyang [en] da Cidade de Taichung deu uma recensão positiva ao livro: «Com textos interessantes e ilustrações fascinantes, a leitura do livro nunca fica entediante. O fio narrativo de cada capítulo está bem vinculado, o que ajuda o leitor a conectar vários eventos históricos na mente. No capítulo IV, uma rica descrição dedicada à vida de Marco Polo é outro destaque desta pequena obra.»